# Чешљугар
Чешљугар или штиглић (лат. Carduelis carduelis) мала је птица певачица из породице зеба. Због лепог изгледа и певања, људи га често држе у кавезима.

## Опис
Чешљугар је дуг 12-13 цм са распоном крила од 21-25 цм и тежином од 14 до 19 грама. Полови су слични, са црвеним лицем, црно-белом главом, светлосмеђим леђима, белим стомаком са светлосмеђим боковима и прсима. Крила су црно-жута. Из близине се мужјаци могу разликовати по већој, тамнијој црвеној масци која се шири одмах иза ока. Код женки, црвена боја не допире до ока. Кљун боје слоноваче је дуг и шиљаст, а реп је рачваст. Чешљугари у фази размножавања имају бео кљун, са сивкастом или црнкастом тачком на врху. Азијска подврста има сиву главу иза црвеног лица, без црно-белих шара.

## Распрострањење
Насељава Европу, север Африке, те западне и централне делове Азије. Из хладнијих крајева се зими сели на југ. Пренесен је у друге делове света. Станиште су му отворени низијски предели, слабо пошумљени.

## Исхрана
Храни се семењем чичка, чешљуговине и других биљака, али лови и инсекте које носи младунцима.

## Размножавање
Гнезди се на листопадном дрвећу. Гнездо женка прави сама, а свијање гнезда траје око недељу дана. Оно се обично налази неколико метара изнад земље скривено иза лишћа и гранчица. Неколико дана након завршетка градње гнезда почиње полагање јаја, она дневно положи по једно јаје, а укупно их снесе од 4 до 6 јаја. У току инкубације мужјак храни женку. Младунци се излегу након 11 до 14 дана. Након излегања, птиће хране оба родитеља, у почетку инсектима и семењем, а касније претежно семењем.

## Подврсте
Подврсте чешљугара се групишу у две групе подврста. Подврсте из carduelis групе подврста насељавају западни део ареала, одликује их црна круна; подврсте из caniceps групе подврста насељавају источни део ареала, одликује их сива глава.
carduelis група подврста
- C. c. britannica (Hartert, 1903) – Британска острва
- C. c. parva Tschusi, 1901 – Макаронезија, Пиринејско полуострво, северозападна Африка
- C. c. tschusii Arrigoni degli Oddi, 1902 – Корзика, Сардинија, Сицилија
- C. c. carduelis (Linnaeus, 1758) – већи део европског континента, укључујући Скандинавију
- C. c. balcanica Sachtleben, 1919 – Југоисточна Европа
- C. c. brevirostris Zarudny, 1890 – Крим, северни Кавказ
- C. c. colchica  Koudashev, 1915 – Крим, северни Кавказ
- C. c. volgensis Buturlin, 1906 – јужна Украјина, југозападна Русија и северозападни Казахстан
- C. c. niediecki Reichenow, 1907 – југозападна Азија, североисточна Африка
- C. c. frigoris Wolters, 1953 – Западни Сибир

caniceps група подврста
- C. c. subulata (Gloger, 1833) – јужни Сибир
- C. c. caniceps Vigors, 1831 – јужна Централна Азија
- C. c. paropanisi Kollibay, 1910 – Афганистан до западних Хималаја и Тјен Шана
- C. c. ultima Koelz, 1949 – јужни Иран